# NGC 5006
NGC 5006 је спирална галаксија у сазвежђу Девица која се налази на NGC листи објеката дубоког неба.
Деклинација објекта је - 19° 15' 41" а ректасцензија 13h 11m 45,7s. Привидна величина (магнитуда) објекта NGC 5006 износи 12,4 а фотографска магнитуда 13,3. NGC 5006 је још познат и под ознакама ESO 576-6, MCG -3-34-11, PGC 45806.